# Twicecoaster: Lane 2
Twicecoaster: Lane 2 (stilisierte Schreibweise TWICEcoaster : LANE 2) ist ein Mini-Album der südkoreanischen Girlgroup Twice. Es ist eine Wiederveröffentlichung ihres dritten Albums Twicecoaster: Lane 1. Das Album wurde am 20. Februar 2017 zusammen mit der neuen Single Knock Knock veröffentlicht.

## Hintergrund
Am 18. Januar 2017 wurde bekannt, dass Twice dabei seien ein neues Album zu produzieren. Die Veröffentlichung sei für Ende Februar 2017 geplant und es sei eine Neuauflage ihres dritten Mini-Albums Twicecoaster: Lane 1. Erste Teaser-Fotos zur neuen Veröffentlichung wurden ab dem 2. Februar veröffentlicht. An den folgenden tagen wurden weitere Details zum Album bekannt gegeben. So wurde das Datum der Veröffentlichung auf den 20. Februar festgelegt. Der veröffentlichten Titelliste war zu entnehmen, dass auf Twicecoaster: Lane 2 alle Titel des Vorgängers zu finden sein werden, zusätzlich dazu die neue Single Knock Knock und ein neues Lied mit dem Namen Ice Cream. Die CD-Version des neuen Albums enthält außerdem noch Instrumentalversionen der Singles Like Ooh-Ahh, Cheer Up, TT und eine Remix-Version von TT.
Am 20. Februar wurde Twicecoaster: Lane 2 zusammen mit der Single Knock Knock veröffentlicht.
Produziert wurde das Album von JYP-Entertainment-Gründer Park Jin-young. Die Single Knock Knock wurde geschrieben von Sim Eun-jee, Min Lee und Mayu Wakisaka.

## Titelliste
Die Titel 10 bis 13 sind nur auf der CD-Version des Albums enthalten.
| Nr.          | Titel                                     | Text                                               | Musik                                                         | Länge |
| ------------ | ----------------------------------------- | -------------------------------------------------- | ------------------------------------------------------------- | ----- |
| 1.           | Knock Knock                               | Sim Eun-jee, Min Lee “collapsedone”, Mayu Wakisaka | Min Lee "collapsedone", Mayu Wakisaka                         | 3:17  |
| 2.           | Ice Cream (녹아요)                        | Kim Chang-rak, Han Kyung-soo                       | Kim Chang-rak, Han Kyung-soo, Choi Han-seol, Pink Hound       | 3:53  |
| 3.           | TT                                        | Sam Lewis                                          | Black Eyed Pilseung                                           | 3:34  |
| 4.           | 1 to 10                                   | Chloe, Noday                                       | Noday, Chloe                                                  | 2:56  |
| 5.           | Ponytail                                  | Lee Sin-seong, ZigZag Note                         | ZigZag Note                                                   | 3:27  |
| 6.           | Jelly Jelly                               | Jowul                                              | east4A, Ashley Mounts, Kim Hee-deok                           | 3:32  |
| 7.           | Pit-A-Pat                                 | Yorkie, Kang Ji-won                                | Kang Ji-won, Im Kwang-uk                                      | 3:27  |
| 8.           | Next Page                                 | Maeel                                              | Joe J. Lee “Kairos”                                           | 2:57  |
| 9.           | One in a Million                          | mr.cho                                             | Sebastian Thott, Didrik Thott, Andreas Öberg, Danielle Senior | 2:55  |
| 10.          | TT (Tak Remix)                            |                                                    | 탁 (TAK) (Arrangement)                                        | 4:01  |
| 11.          | Like Ooh-Ahh (Ooh-Ahh하게) (Instrumental) |                                                    | Black Eyed Pilseung, Sam Lewis                                | 3:37  |
| 12.          | Cheer Up (Instrumental)                   |                                                    | Black Eyed Pilseung                                           | 3:29  |
| 13.          | TT (Instrumental)                         |                                                    | Black Eyed Pilseung                                           | 3:35  |
| Gesamtlänge: | Gesamtlänge:                              | Gesamtlänge:                                       | Gesamtlänge:                                                  | 44:40 |

## Chartplatzierungen
Twicecoaster: Lane 2 stieg auf Platz 1 in die südkoreanischen Gaon Album Charts ein und war damit das zweite Album der Gruppe in Folge auf der Spitzenposition in Südkorea. Obwohl das Album relativ spät im Februar veröffentlicht wurde, verkaufte es sich in diesem Monat 266.645 Mal. In den Gaon Album-Jahrescharts 2017 konnte Twicecoaster: Lane 2 mit insgesamt 277.716 verkauften Einheiten Platz 15 erreichen.
International konnte das Album auch in Taiwan auf Platz 1 gelangen. In Japan und den USA (Billboard World Albums) wurden ebenfalls Chartplatzierungen notiert.
| ChartsChartplatzierungen | Höchstplatzierung | Wochen |
| ------------------------ | ----------------- | ------ |
| Japan (Oricon)           | 13 (14 Wo.)       | 14     |
| Südkorea (KMCA)          | 1 (130 Wo.)       | 130    |

| ChartsJahrescharts (2017) | Platzierung |
| ------------------------- | ----------- |
| Südkorea (KMCA)           | 15          |